# Saint-Avit (Lot-et-Garonne)
Saint-Avit ist eine französische Gemeinde mit 183 Einwohnern (Stand 1. Januar 2022), die man Saint-Avitois nennt, im Département Lot-et-Garonne in der Region Nouvelle-Aquitaine.

## Geografie
Saint-Avit ist ein Dorf im Weinbaugebiet Côtes du Marmandais.

## Bevölkerungsentwicklung
| Jahr      | 1962 | 1968 | 1975 | 1982 | 1990 | 1999 | 2006 | 2011 | 2016 |
| Einwohner | 190  | 199  | 167  | 142  | 164  | 152  | 179  | 165  | 167  |

## Sehenswürdigkeiten
- Kirche Saint-Avit, 13. Jahrhundert

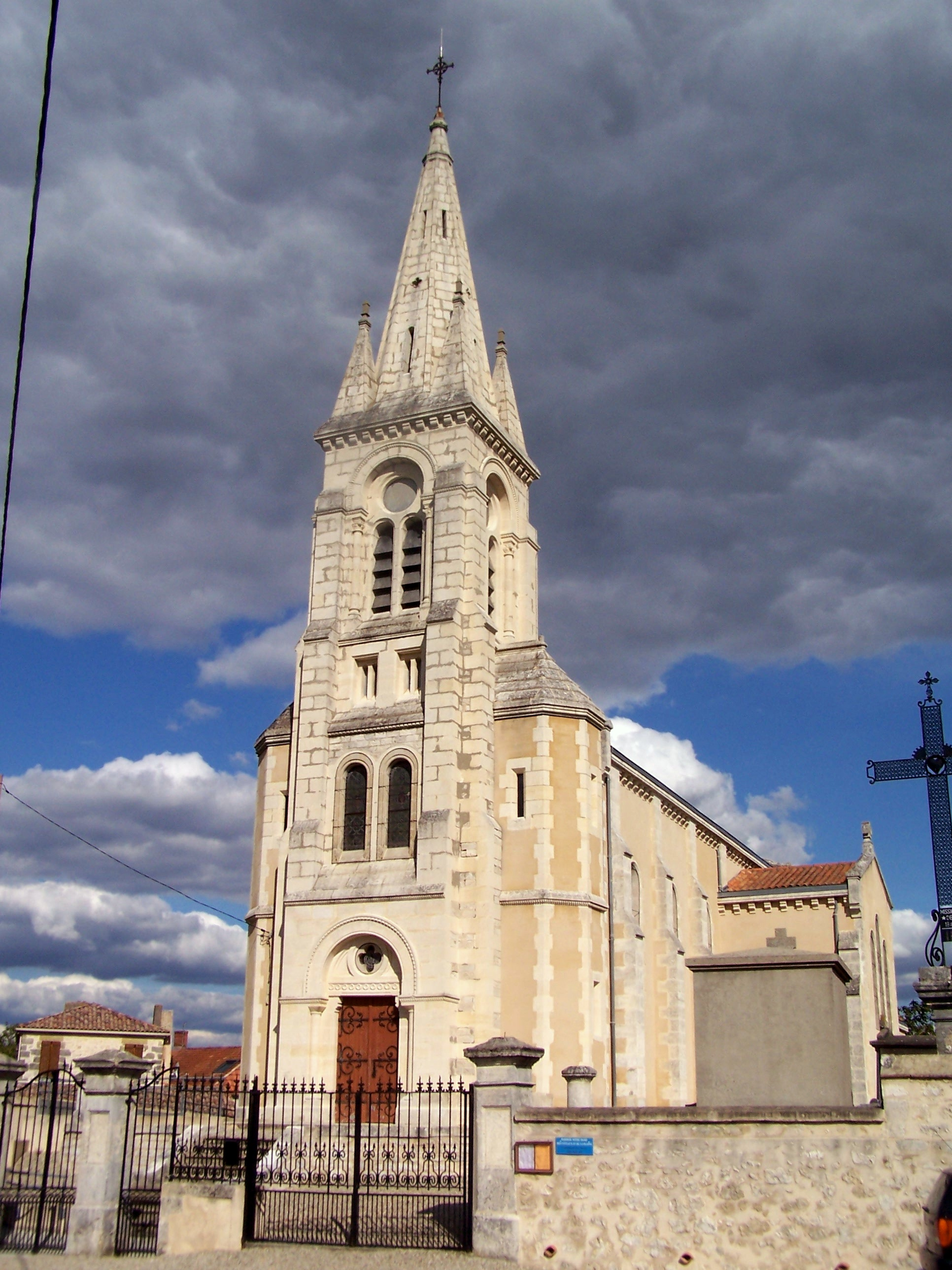
Kirche Saint-Avit